# Битка код Лицена (1813)
Битка код Лицена (енгл. Battle of Lützen) битка је која се водила 2. маја 1813. године између француске војске са једне и руско-пруске војске са друге стране. Део је Наполеонових ратова тј. Рата шесте коалиције, а завршена је француском победом.

## Увод
Након катастрофе у Русији, Наполеон се у пролеће 1813. године појавио у Немачкој с новом армијом. Крајем априла, главнина (133.000 пешака, 4000 коњаника и 280 топова) је била груписана на левој обали Зале. Савезници, које је предводио Петар Витгенштајн, имали су у рејону Лајпциг, Алтенбург, Цвенкау, 110.000 људи од чега 28.000 коњаника и 350 топова.

## Битка
Савезници су решили да ударе на бок с правца Алтенбург-Пегау. Када су руско-пруске колоне почеле да дебушују преко Вајсе Елстера код Пегауа у правцу бока француских снага, Наполеон је у рејону Лицена из маршевске колоне у покрету ка истоку окренуо фронт према југу. Око 14 часова почео је савезнички напад на Гросгершен, Клајнгершен и Кају, села јужно од Лицена. У току битке она прелазе из руке у руку.
Према Штарзиделу, француски 6. корпус Мармона одбацио је савезничку коњицу. У међувреену је Наполеон пред Штарзиделом поставио велику батерију од 80 топова која је почела дејствовати убитачном ватром на савезнике који нападају поменута села док 11. корпус Макдонала и 4. корпус Бертрана угрожавају десно и лево савезничко крило. Витгенштајн је наредио повлачење.
Губици: савезници 20.000 (претежно Пруса), а Французи 18.000. Наполеон успех није могао претворити у одлучну победу због недостатка коњице.